# Artesanías rarámuris

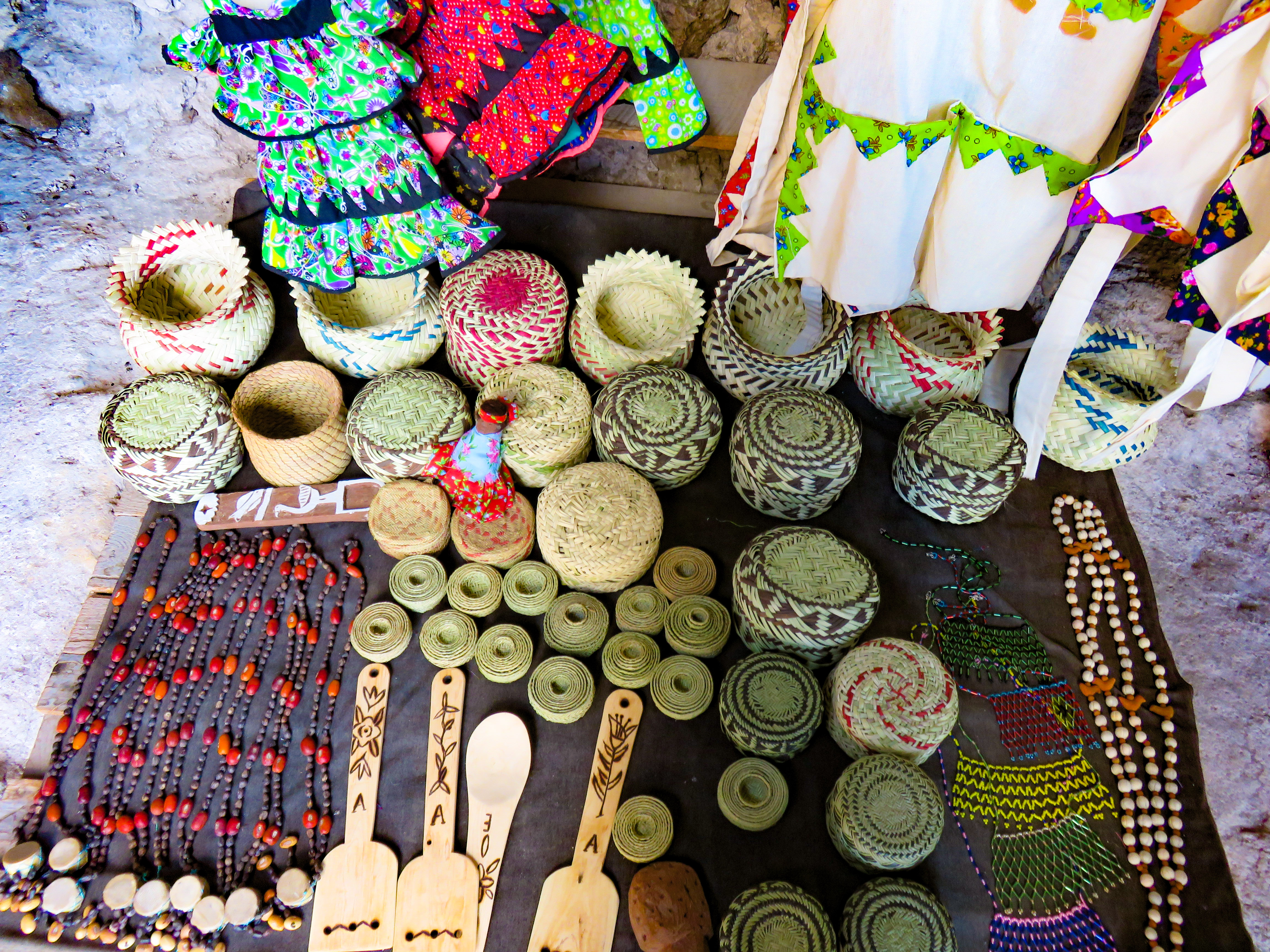
Artesanías tarahumaras a la venta

Las artesanías rarámuris o tarahumaras son el arte de elaborar piezas sencillas con materias primas como madera, hilo, lana, estambre, fibras, cuero de animales, barro, tejidos de pino y sotol con el objetivo de satisfacer las necesidades familiares, así como para el uso en rituales y finalmente con el objetivo de su comercialización; es por esto que son pensadas previo a su fabricación por su utilidad, funciones simbólicas y estéticas y para su uso final.
Los rarámuri habitan la parte de la sierra Madre Occidental que atraviesa el estado de Chihuahua y el suroeste de Durango y Sonora. El territorio lo comparten con otros grupos como los pimas, guarojíos y tepehuanes. Las artesanías rarámuri se producen y venden en Creel, Carichí, Batopilas, Guachochi y Bocoyna. Estas comunidades son buscadas por algunos forasteros para comprar artesanías y exportarlas.

## Historia
A la llegada de los españoles el territorio del actual estado de Chihuahua este ya era ocupado por pueblos diversos, entre ellos: los tubares, los tobosos, los cocoyomes, los joyas, los conchos, los guazapares, los chinipas, los tarahumaras, los salineros y los pimas. Desde la colonización, en el año 1557 se comenzó con la explotación de minas y la fundación de Santa Bárbara.
Órdenes jesuitas llegaron a evangelizar, estableciéndose en el Valle de San Pablo. El proceso de evangelización se vio suspendido en 1620 debido a que Tarahumaras y Tepehuanes se rebelaron y hasta 1639 se reanudó la evangelización de esos pueblos.
Los misioneros viajaron a otras regiones para convertir al resto de los pueblos, además de hacer cambios en sus autoridades sustituyéndolos con nuevos puestos como gobernadores y generales; las personas que acataban los oficios católicos recibían castigos. Las imposiciones generaron rebeliones en el siglo XVII y fue en el siglo XVIII que los misioneros decidieron que los indígenas asistieron las misiones para que trabajaran en los rituales de la iglesia.
En 1876 los rarámuris se rebelaron de Nonoava, porque les quitaron sus tierras y fueron dadas a los mestizos amparados en la década de 1856. El problema se solucionó después de haber devuelto las tierras, pero los abusos por parte de los mestizos no terminó ahí, tratando de despojar de sus tierras a los pueblos Chinatú y Agua Amarilla.
A fines del siglo XIX y a principios del siglo XX incrementó la actividad minera, y disminuyó con la caída mundial del precio de la plata y el auge de la explotación forestal, lo que atrajo extranjeros al territorio rarámuri y fomentó la construcción del ferrocarril Kansas City. En el año de 1900 los jesuitas retomaron su misión evangelizadora, fundando escuelas y en 1938 en Guachochi se estableció una escuela Normal para maestros indígenas y en este surgió el Consejo Supremo Tarahumara.
Los tarahumaras fueron dotados de tierras gracias a la Reforma Agraria y esto impulsó una serie de demandas hacia las empresas y compañías. Las explotaciones que el bosque sufrió marcaron los procesos sociales que se desarrollaron en la región generando una relación asimétrica entre rarámuris y mestizos que aún prevalece.

## Los rarámuris
Los tarahumaras se llaman a sí mismos rarámuri que se traduce como “gente” en oposición al “mestizo”, al yori o al hombre de barba.

## Diseño
Los diseños que caracterizan a las artesanías rarámuris (sin importar el material con el que estén fabricados) suelen ser empíricos y únicos, retratando su cosmovisión, y origen, así como sus leyendas, historias, tradiciones y paisajes, lo que suele dotarlos de un valor estético que los legitima como productos artísticos y de sofisticada confección.

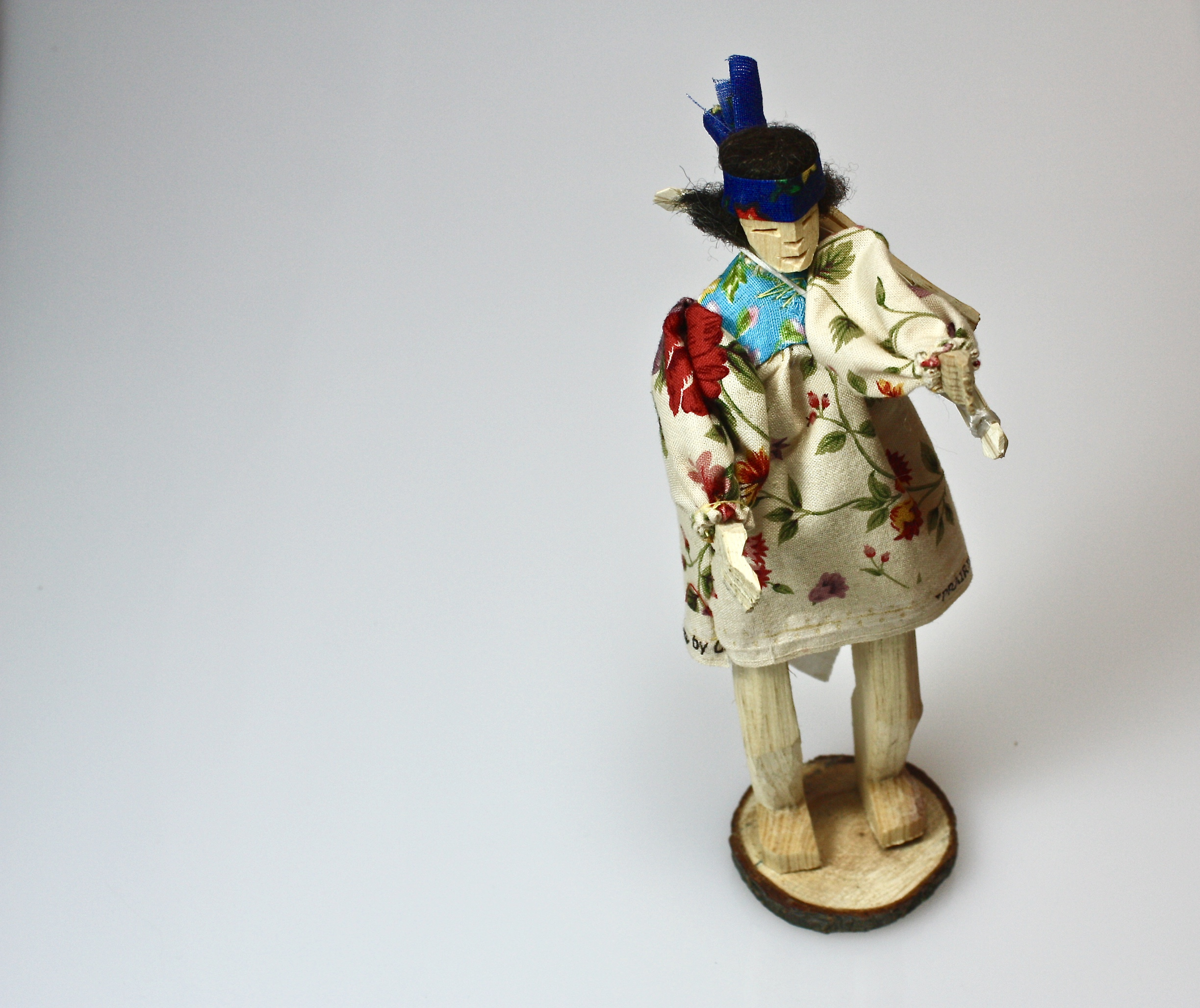
Muñeco de madera y textil

## Artesanías
Las artesanías rarámuri son objetos que se elaboran para su uso cotidiano o festivo. Entre ellos se encuentran instrumentos como tambores, violines y chaparekes, ollas de barro, máscaras de madera, cestos, fajas de lana, la mayoría de sus productos los venden en las cabezas municipales como Batopilas, Creel y Guachochi.

### Madera y corteza
Aprovechando los recursos maderables, los rarámuri hacen uso de la madera de pino, encino y tascates para la fabricación de diversos instrumentos musicales con decoraciones de máscaras o siluetas de animales, así como juguetes tallados, escaleras, arcos, muebles y artículos para la cocina.

### Alfarería
Para la recolección del barro, los rarámuris (mayormente mujeres)  hacen largos recorridos a pie en busca del material ideal para la producción de jarrones, ollas, tazas de distintos tamaños y diseños que suelen estar decorados en colores y adicionados con cuerdas o cueros.

### Cestería
Los artesanos de la región hacen uso del sotol que es un agave nativo del Norte de México y usado por sus habitantes para crear una bebida con el mismo nombre, así como en la fabricación de diversos productos que junto a las hojas de pino son utilizados para tejer cestas, canastas, platos, joyeros y jarrones de gran durabilidad.

### Vestimenta
Los textiles rarámuri se caracterizan por usar una base en algodón y por la variedad de colores, hilos y tejidos usados por sus mujeres en la confección de faldas, vestidos y camisas.
Hombres y mujeres usan cinturones tejidos con diseños propios y únicos. Sus huaraches son de suela ligera y correas hasta el tobillo.

### Accesorios en hilazas, hilo, estambre y lana
Como aditamento a sus vestuarios, utilizan los telares para sostener el hilo a través del cual tejen con las manos en ángulos rectos creando figuras geométricas para diseñar piezas accesorias como pulseras, cinturones, bolsas, fajas y cobijas.